# Боргорико
Боргорико (итал. Borgoricco) је насеље у Италији у округу Падова, региону Венето.
Према процени из 2011. у насељу је живело 6036 становника. Насеље се налази на надморској висини од 18 м.

## Становништво
| 1936. | 1951. | 1961. | 1971. | 1981. | 1991. | 2001. | 2011. |
| ----- | ----- | ----- | ----- | ----- | ----- | ----- | ----- |
| 5.675 | 5.679 | 5.355 | 5.397 | 5.837 | 6.019 | 6.939 | 8.478 |